# Route 167 (Québec)
Die Route 167 ist eine Nationalstraße (Route nationale) der kanadischen Provinz Québec und führt durch die Verwaltungsregionen  Saguenay–Lac-Saint-Jean und Nord-du-Québec.

## Streckenbeschreibung
Die 411,8 km lange Überlandstraße führt von Saint-Félicien am Westufer des Lac Saint-Jean durch das Réserve faunique Ashuapmushuan nach Chibougamau und weiter nach Norden zum Lac Albanel, an dessen Ostufer sie endet.